# Pyramide de Neith
La  pyramide de Neith est située au nord-ouest de la pyramide du pharaon Pépi II, dont elle fut la grande épouse royale. Elle fait partie intégrante de la nécropole bâtie à l'époque de Pépi II autour de son complexe pyramidal à Saqqarah sud.
Elle a été découverte par Gustave Jéquier qui fouilla la nécropole de la pyramide de Pépi II entre 1920 et 1930 et a fait à nouveau l'objet d'une étude par la Mission archéologique française de Saqqâra au début des années 1990.

## Le complexe funéraire
La pyramide occupait le centre d'un petit complexe funéraire dédié à la reine, orienté vers la pyramide du roi à l'angle nord-ouest de son complexe pyramidal. 
Le complexe de Neith était constitué d'une enceinte renfermant outre la pyramide principale, un petit temple funéraire dont le plan se développe du sud vers le nord. L'accès se faisait au sud-est de l'enceinte par une porte de granite précédée de deux petits obélisques donnant le nom et les titres de la reine.
Suivait un vestibule ouvrant au nord sur une cour bordée sur trois de ses côtés par des portiques soutenus par neuf piliers à section carrée, taillés chacun dans un bloc de calcaire. Cette cour cérémonielle était destinée à la présentation et la purification des offrandes. Elle ouvre par son côté nord sur une série de cinq magasins disposés en dents de peigne qui permettaient de stocker les denrées et divers produits acheminés quotidiennement au temple pour assurer le culte funéraire de la reine. Au bout du couloir distribuant ces magasins, se trouvait une porte communiquant avec la partie nord du péribole de la pyramide.
C'est par ce côté en opérant un demi-tour vers le sud que se trouvait l'accès à la partie intime du temple funéraire, c’est-à-dire un sanctuaire muni de trois niches qui devaient abriter trois naoi, suivi d'une salle destinée à la stèle fausse porte de la reine devant laquelle une haute table d'offrande munie d'un petit escalier de quelques marches a été retrouvée à sa place. Le programme décoratif de cette salle était en lien étroit avec les cérémonies d'offrandes qui s'y déroulaient en l'honneur de Neith. 
Suivaient au sud de ce sanctuaire un magasin pour conserver le matériel du culte funéraire puis une cour dans laquelle se trouvait la pyramide-satellite du complexe funéraire.
Cette dernière d'environ cinq mètres de côtés s'élevait à quelques mètres de hauteur et possédait une courte descenderie menant à une simple chambre souterraine dans laquelle ont été retrouvés un grand nombre de débris de poteries.
Non loin de cette pyramide rituelle, Gustave Jéquier découvrit dans une cache un ensemble inédit de modèles de barques royales dans un état de conservation extraordinaire.

## La pyramide

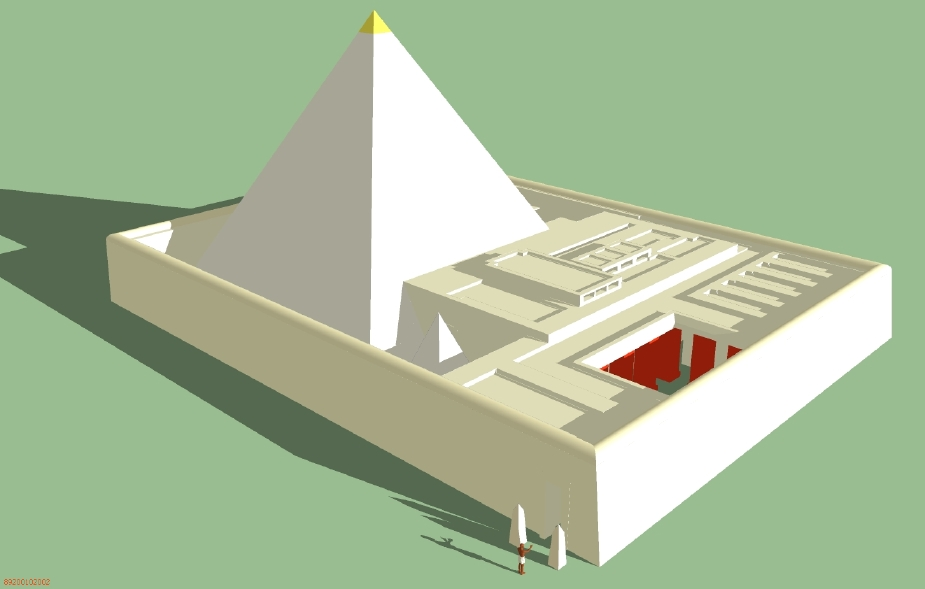
Restitution de la pyramide de Neith à Saqqarah

D'une base de vingt-trois mètres cinquante de côtés, le cœur de la pyramide était constitué de trois degrés bâtis en moellons d'un calcaire local et de taille irrégulière, la cohésion de l'ensemble étant assurée par des blocs de calcaire de meilleure qualité, taillés et régulièrement ajustés, le tout recouvert par un parement de calcaire fin de Tourah, conférant au monument son aspect de pyramide à faces lisses. Une fois achevée la pyramide s'élevait à la pointe de son pyramidion à une hauteur de vingt-et-un mètres avec une inclinaison de soixante-et-un degrés.
Sur sa face nord, une chapelle abritait dans son pavement l'accès aux appartements funéraires de la reine. Une descenderie mène à un corridor horizontal barré par une herse en granite et débouche directement sur la chambre funéraire de la reine orientée est-ouest et située à l'aplomb de l'axe vertical de la pyramide. À l'est de cette chambre se trouve une pièce annexe que l'on peut interpréter comme étant le serdab de la pyramide ou un magasin destiné au matériel funéraire. La couverture de cet ensemble souterrain est réalisée par des dalles monolithiques disposées horizontalement formant un plafond décoré d'étoiles jaune or sur fond bleu nuit.
Pour la seconde fois pour une grande épouse royale, des textes des pyramides sont gravés sur les parois de la chambre funéraire à l'est au nord et au sud, tandis que la paroi occidentale est décorée avec un motif en façade de palais.
Le sarcophage externe de Neith, en granite rouge d'Assouan, a été retrouvé vide contre cette paroi avec devant lui le coffre à canope également en granite rouge. De nombreux débris de vaisselle en diorite et en albâtre sont tout ce qui reste du viatique funéraire de la reine.